# 东方红四号
东方红四号（DJS-2/DFH-4），是中国空间技术研究院设计生产的一种运行在地球静止轨道上的通讯卫星平台。它是用于替代东方红三号卫星平台的中国第三代静止轨道通信卫星，除了供中国使用外还出口到了尼日利亚、委内瑞拉、巴基斯坦。

## 历史
在90年代中，为了适应日益增长的卫星通信需求，中国空间技术研究院就开始进行新一代通信卫星的理论论证工作。1999年12月，国防科工委和财政部批准了大型地球静止轨道通信卫星的研究计划，此后东方红四号平台就进入了前期研究阶段。科研人员分模块突破了大容量燃料贮存箱、大型卫星用高压气瓶等技术，2001年10月后进入工程立项研制阶段。
2006年10月29日，第一颗采用东方红四号平台的鑫诺二号通信卫星升空，由于天线和太阳能电池板二次展开失败而成为太空垃圾。2007年5月14日，尼日利亚通信卫星一号成功发射，这是东方红四号卫星平台首次出口。2008年11月11日，由于太阳能电池板故障，尼星一号电能耗尽，卫星失效。2008年10月30日，委内瑞拉一号通信卫星发射成功，第二年1月10日正式交付。2010年9月5日，另一颗采用东方红四号平台的鑫诺六号发射成功，但出现了氦气增压系统泄漏事故。2010年的第8届珠海航展上，中国卫通公司签下了8颗东方红四号卫星，计划发射包括中星11号在内的一系列通信卫星，打造中国卫星通信网络。

## 性能
东方红四号平台总质量5.1吨，其中有效载荷410千克，采用全三轴稳定。整体性能同A2100-AX、HS-601、FS-1300、SB-3000等卫星通信平台接近。太阳能电池为砷化镓，最大可提供10.5千瓦的功率，工作负载消耗5.6千瓦。其主要载荷是22个ku波段转发器、3副接收天线和两副发射天线。转发器为功率150W的行波管，其中18个工作带宽36MHz，4个54MHz。最大有效全向辐射功率可达57dBW，整颗卫星可转发300路电视、广播信号。卫星填充有3.1吨推进剂，可以用于修正卫星轨道和维持轨道高度，卫星预期在轨寿命达到15年。

## 卫星一览
| 名称                         | 国家/地区  | 所有者                           | 型号   | 载荷                                            | 发射载具           | 发射时间       | 定点     | 状态     | 备注 |
| ---------------------------- | ---------- | -------------------------------- | ------ | ----------------------------------------------- | ------------------ | -------------- | -------- | -------- | --- |
| 鑫诺二号                     | 中国       | 鑫诺卫星通信有限公司             | DFH-4  | 22路Ku波段转发器                                | 长征三号乙运载火箭 | 2006年10月29日 | 92.2° E  | 失效     | 卫星在定点过程中发生故障，太阳帆板二次展开和通信天线展开未能完成，无法提供通信广播传输服务                       |
| 尼日利亚通信卫星1号          | 奈及利亞   | 尼日利亚通信卫星公司             | DFH-4  | 4路C波段、14路Ku波段、8路Ka波段、2路L波段转发器 | 长征三号乙改进Ⅱ型  | 2007年5月14日  | 42° E    | 失效     | 卫星在轨期间太阳能帆板驱动机构出现故障，电能耗尽，2008年11月11日卫星失效                                         |
| 委内瑞拉通信卫星1号          | 委內瑞拉   | 玻利瓦尔航天局                   | DFH-4  | 14路C波段、12路Ku波段、2路Ka波段转发器          | 长征三号乙改进Ⅱ型  | 2008年10月30日 | 78° W    | 失效     | 2020年2月太阳能帆板驱动机构出现故障，3月13日变轨转入墓地轨道期间姿态失控，卫星进入翻滚状态                       |
| 中星6A                       | 中国       | 中国卫通                         | DFH-4  | 24路C波段、8路Ku波段、1路S波段转发器            | 长征三号乙改进Ⅱ型  | 2010年9月5日   | 125° E   | 失效     | 原鑫诺六号，发射后氦气增压系统出现泄漏，寿命减少                                                                 |
| 中星10号                     | 中国       | 中国卫通                         | DFH-4  | 30路C波段、16路Ku波段转发器                     | 长征三号乙改进Ⅱ型  | 2011年6月21日  | 110.5° E | 在轨     | 原鑫诺五号，有效载荷由泰雷兹阿莱尼亚宇航公司提供                                                                 |
| 巴基斯坦通信卫星1R           | 巴基斯坦   | 巴基斯坦空间与上层大气研究委员会 | DFH-4  | 12路C波段、18路Ku波段转发器                     | 长征三号乙改进Ⅱ型  | 2011年8月12日  | 38° E    | 在轨     | |
| 中星1A（烽火2A）             | 中国       | 中国人民解放军                   | DFH-4  | UHF、C、Ka波段转发器                            | 长征三号乙改进Ⅲ型  | 2011年9月19日  |          | 在轨     | 军用战术通信卫星                                                                                                 |
| 尼日利亚通信卫星1R           | 奈及利亞   | 尼日利亚通信卫星公司             | DFH-4  | 4路C波段、14路Ku波段、8路Ka波段、2路L波段转发器 | 长征三号乙改进Ⅱ型  | 2011年12月20日 | 42.5° E  | 在轨     | |
| 中星2A（神通2A）             | 中国       | 中国人民解放军                   | DFH-4  | Ku、Ka波段转发器                                | 长征三号乙改进Ⅲ型  | 2012年5月26日  |          | 在轨     | 军用战略通信卫星                                                                                                 |
| 玻利维亚通信卫星1号          | 玻利维亚   | 玻利维亚航天局                   | DFH-4  | 2路C波段、26路Ku波段、2路Ka波段转发器           | 长征三号乙改进Ⅱ型  | 2013年12月21日 | 87.2° W  | 在轨     | |
| 亚太9号                      | 香港       | 亚太通信卫星有限公司             | DFH-4  | 32路C波段，14路Ku波段                           | 长征三号乙改进Ⅱ型  | 2015年10月17日 | 142° E   | 在轨     | |
| 中星2C（神通2C）             | 中国       | 中国人民解放军                   | DFH-4  | Ku、Ka波段转发器                                | 长征三号乙改进Ⅲ型  | 2015年11月4日  |          | 在轨     | 军用战略通信卫星                                                                                                 |
| 中星1C（烽火2C）             | 中国       | 中国人民解放军                   | DFH-4  | UHF、C、Ka波段转发器                            | 长征三号乙改进Ⅲ型  | 2015年12月10日 |          | 在轨     | 军用战术通信卫星                                                                                                 |
| 白俄罗斯通信卫星1号/中星15号 | 白俄羅斯   | Belintersat                      | DFH-4  | 20路C波段、18路Ku波段转发器                     | 长征三号乙改进Ⅱ型  | 2016年1月16日  | 51.5° E  | 在轨     | 有效载荷由泰雷兹阿莱尼亚宇航公司提供                                                                             |
| 天通一号01星                 | 中国       | 中国卫通                         | DFH-4  | S波段转发器                                     | 长征三号乙改进Ⅲ型  | 2016年8月6日   | 101.4° E | 在轨     | 移动通信卫星 |
| 中星9A                       | 中国       | 中国卫通                         | DFH-4  | 22路Ku波段转发器                                | 长征三号乙改进Ⅱ型  | 2017年6月19日  | 101.4° E | 失效     | 原鑫诺四号，火箭三级工作异常，经自身动力入轨，剩余寿命评估4.04年。中国卫通集团公司通知中星9A于2021年2月7日离轨。 |
| 阿尔及利亚通信卫星1号        | 阿尔及利亚 | 阿尔及利亚航天局                 | DFH-4  | 19路Ku波段、12路Ka波段、2路C/L波段转发器        | 长征三号乙改进Ⅱ型  | 2017年12月11日 | 24.8° W  | 在轨     | |
| 亚太6C                       | 香港       | 亚太通信卫星有限公司             | DFH-4  | 32路C波段、20路Ku波段、1路Ka波段转发器          | 长征三号乙改进Ⅱ型  | 2018年5月4日   | 134° E   | 在轨     | |
| 中星2D（神通2D）             | 中国       | 中国人民解放军                   | DFH-4  | Ku、Ka波段转发器                                | 长征三号乙改进Ⅲ型  | 2019年1月11日  |          | 在轨     | 军用战略通信卫星                                                                                                 |
| 中星6C                       | 中国       | 中国卫通                         | DFH-4  | 25个C波段转发器                                 | 长征三号乙改进Ⅱ型  | 2019年3月10日  | 130° E   | 在轨     | |
| 天链二号01星                 | 中国       | 北京空间信息中继传输技术研究中心 | DFH-4  |                                                 | 长征三号乙改进Ⅲ型  | 2019年3月31日  | 80° E    | 在轨     | 数据中继卫星 |
| 中星18号                     | 中国       | 中国卫通                         | DFH-4E | 30路Ku波段、14路Ka波段、2路Ka BSS波段转发器     | 长征三号乙改进Ⅱ型  | 2019年8月19日  | 115.5° E | 失效     | 有效载荷由泰雷兹阿莱尼亚宇航公司提供，卫星整星掉电                                                               |
| 帕拉帕-N1                    | 印度尼西亞 | PSNS                             | DFH-4E | 20路C波段、1路Ku波段转发器                      | 长征三号乙改进Ⅱ型  | 2020年4月9日   | 113° E   | 发射失败 | 火箭三级工作异常，发射失败                                                                                       |
| 亚太6D                       | 中国       | 亚太卫星宽带通信(深圳)有限公司   | DFH-4E | 34路Ku波段、10路Ka波段转发器                    | 长征三号乙改进Ⅱ型  | 2020年7月9日   | 134.5° E | 在轨     | |
| 天通一号02星                 | 中国       | 中国卫通                         | DFH-4  | S波段转发器                                     | 长征三号乙改进Ⅲ型  | 2020年11月12日 | 125° E   | 在轨     | 移动通信卫星 |
| 天通一号03星                 | 中国       | 中国卫通                         | DFH-4  | S波段转发器                                     | 长征三号乙改进Ⅲ型  | 2021年1月20日  | 81.5° E  | 在轨     | 移动通信卫星 |
| 中星2E（神通2E）             | 中国       | 中国人民解放军                   | DFH-4  | Ku、Ka波段转发器                                | 长征三号乙改进Ⅲ型  | 2021年8月6日   |          | 在轨     | 军用战略通信卫星                                                                                                 |
| 中星9B                       | 中国       | 中国卫通                         | DFH-4E | 25路Ku波段转发器                                | 长征三号乙改进Ⅱ型  | 2021年9月9日   | 101.4° E | 在轨     | |
| 中星1D（烽火2D）             | 中国       | 中国人民解放军                   | DFH-4  | UHF、C、Ka波段转发器                            | 长征三号乙改进Ⅲ型  | 2021年11月27日 |          | 在轨     | 军用战术通信卫星                                                                                                 |
| 天链二号02星                 | 中国       | 北京空间信息中继传输技术研究中心 | DFH-4  |                                                 | 长征三号乙改进Ⅲ型  | 2021年12月14日 | 171° E   | 在轨     | 数据中继卫星 |
| 中星6D                       | 中国       | 中国卫通                         | DFH-4E | 25路C波段、25路Ku波段转发器                     | 长征三号乙改进Ⅱ型  | 2022年4月15日  | 125° E   | 在轨     | |
| 中星1E（烽火2E）             | 中国       | 中国人民解放军                   | DFH-4  |                                                 | 长征七号甲运载火箭 | 2022年9月13日  |          | 在轨     | 军用战术通信卫星                                                                                                 |
| 中星19号                     | 中国       | 中国卫通                         | DFH-4E |                                                 | 长征三号乙改进Ⅲ型  | 2022年11月5日  | 163° E   | 在轨     | |
| 中星26号                     | 中国       | 中国卫通                         | DFH-4E | 50路Ka波段转发器                                | 长征三号乙改进Ⅲ型  | 2023年2月23日  | 125° E   | 在轨     | |
| 中星6E                       | 中国       | 中国卫通                         | DFH-4E | C、Ku、Ka波段转发器                             | 长征三号乙改进Ⅲ型  | 2023年11月9日  | 115.5° E | 在轨     | |
| 巴基斯坦多任务通信卫星       | 巴基斯坦   | 巴基斯坦空间与上层大气研究委员会 | DFH-4E | 48路C、Ku、Ka、L波段转发器                      | 长征三号乙改进Ⅲ型  | 2024年5月30日  | 38.2° E  | 在轨     | |